# Jardines de Alejandro
Los jardines de Alejandro (en ruso: Александровский сад, romanizado: Aleksandrovskiy sad) constituyen uno de los primeros parques públicos urbanos de Moscú (Rusia). El parque comprende tres jardines separados, que se extienden por 865 metros a lo largo de toda la longitud de la muralla occidental del Kremlin, entre el edificio del Manège de Moscú y el propio Kremlin.

## Historia

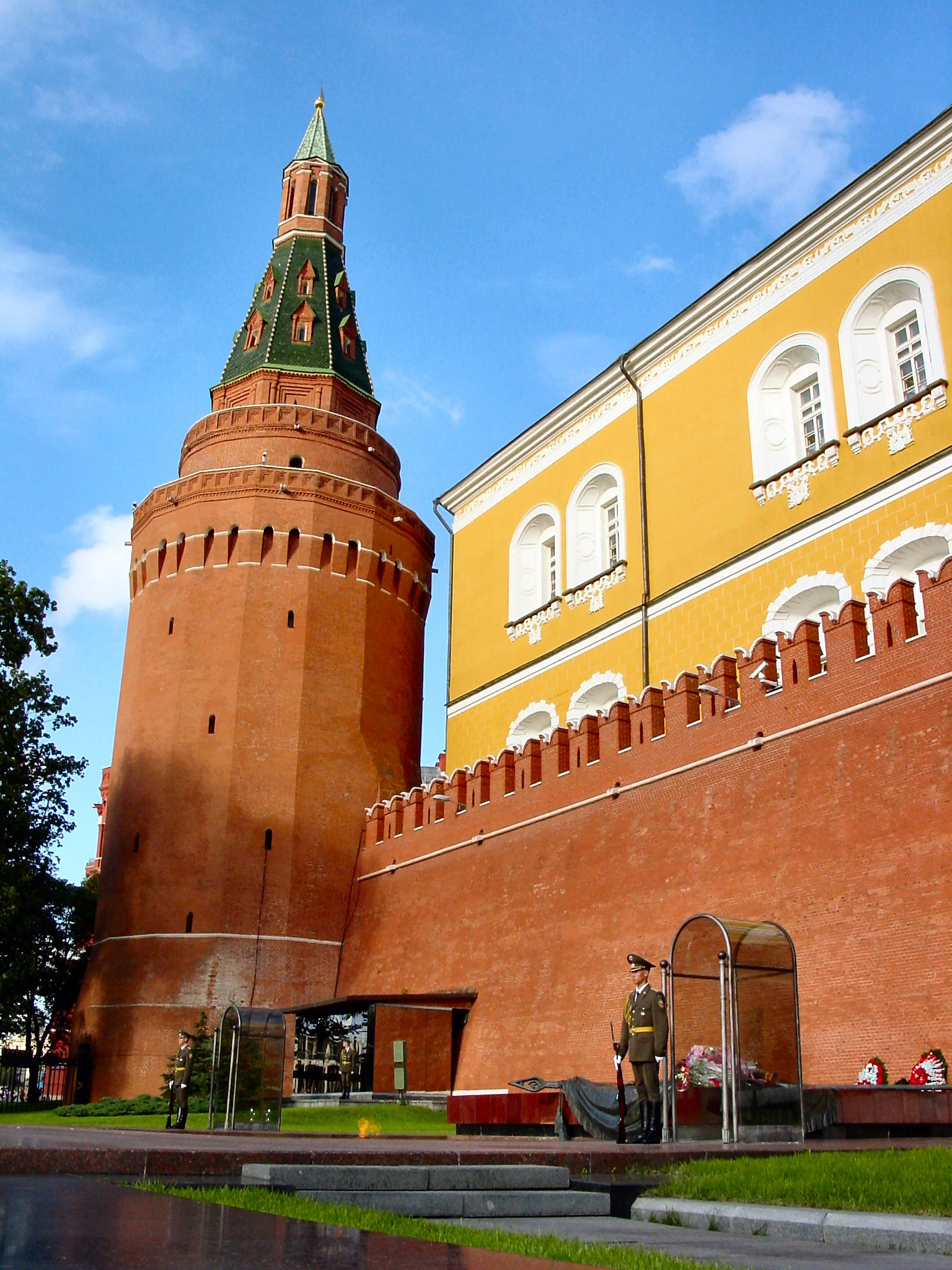
La Tumba del Soldado Desconocido junto a la muralla del Kremlin.

Hasta el siglo xviii, el río Neglinnaya discurría por los actuales jardines de Alejandro, y sobre él se construyeron cuatro puentes. Históricamente, se celebraban festivales folclóricos en las orillas del río, su agua era limpia y famosa por la pesca. Tras el final de las guerras napoleónicas, el emperador Alejandro I decidió soterrar el río en una tubería de tres kilómetros de longitud. En el lugar que ocupaba el río se crearon jardines, diseñados por el arquitecto Osip Bové como parte de un proyecto para restaurar Moscú después del incendio de 1812. Los jardines fueron trazados entre 1819 y 1823 y originalmente fueron llamados «jardines del Kremlin». Tras la coronación de Alejandro II en 1856, fueron renombrados «jardines de Alejandro».

## Descripción

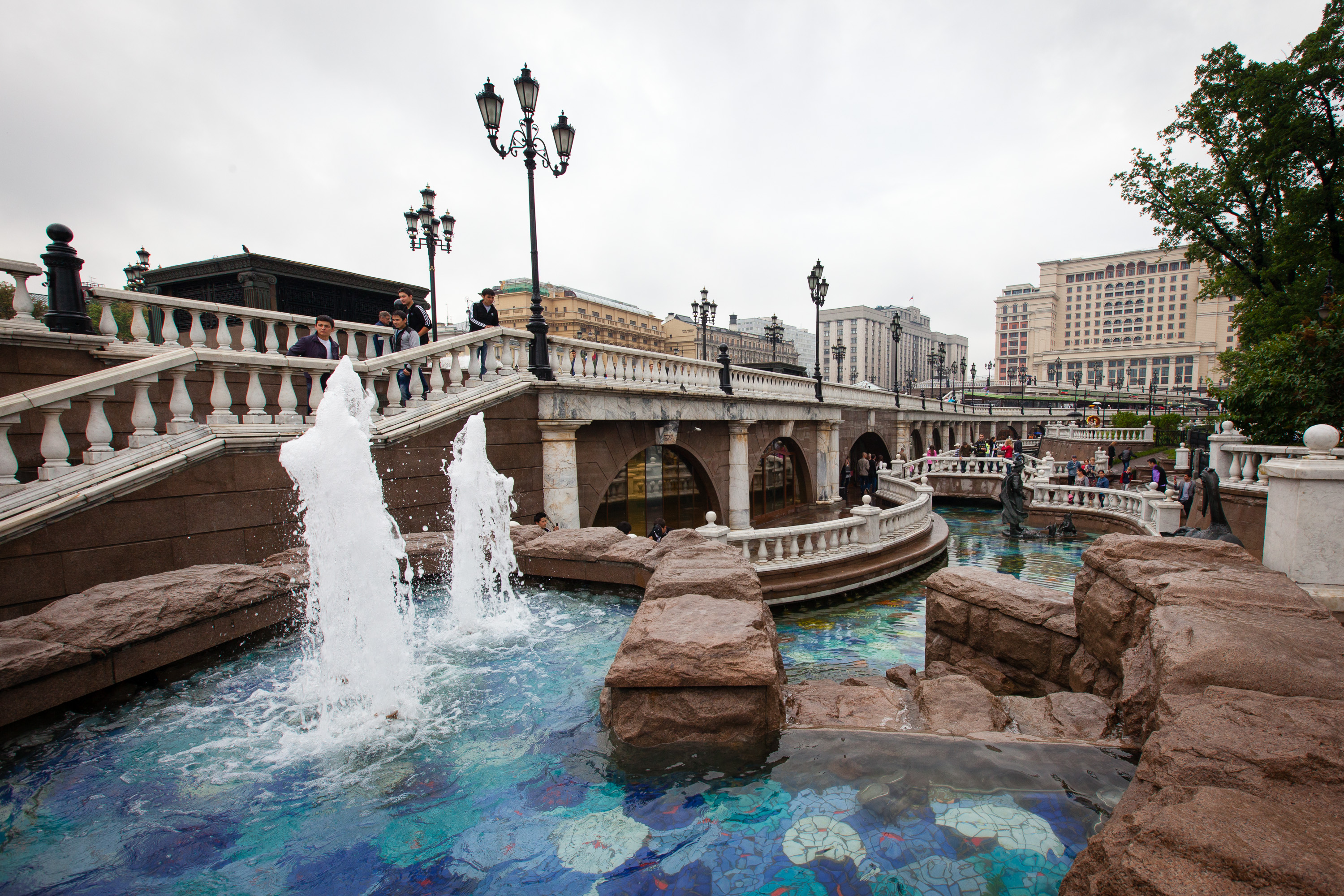
Fuentes en el jardín.

### Jardín superior
Cerca de la entrada principal del parque se encuentra la Tumba del Soldado Desconocido, con una llama eterna traída del Campo de Marte de San Petersburgo. Creada en 1967, contiene el cuerpo de un soldado que cayó durante la Gran Guerra Patriótica en el hito del kilómetro 41 de Leningradskoe Shosse, en el punto en que las fuerzas de la Alemania nazi estuvieron más cerca de Moscú. El puesto n.º 1, donde está en guardia el regimiento del Kremlin, estaba situado delante del Mausoleo de Lenin, pero fue trasladado junto a la Tumba del Soldado Desconocido en la década de 1990.
La sección intermedia del jardín superior contiene una gruta artificial en ruinas excavada bajo la Torre Media del Arsenal. Aunque esta gruta formaba parte del diseño original de Bové, no se construyó hasta 1841. La puerta y la reja de hierro fundido del jardín fueron diseñadas para conmemorar la victoria rusa sobre Napoleón, y sus rocas proceden de escombros de edificios destruidos durante la ocupación francesa de Moscú.
Delante de la gruta hay un obelisco erigido el 10 de julio de 1914, un año después de la celebración del tricentenario de la dinastía Románov. El monumento, hecho de granito de Finlandia, enumeraba todos los zares de esa dinastía y tenía el escudo de las provincias rusas. Cuatro años más tarde, tras la Revolución rusa, la dinastía fue derrocada y los bolcheviques (siguiendo la directiva de Lenin sobre propaganda monumental) retiraron las águilas imperiales y tallaron en el monumento una lista de diecinueve filósofos y políticos socialistas y comunistas, aprobada personalmente por Lenin. Situado originalmente en el jardín inferior, fue trasladado a su ubicación actual en 1966. Actualmente, hay un debate en curso sobre la retirada del obelisco de Lenin y la instalación de una réplica del obelisco original.
La reja de hierro forjado que rodea esta parte del jardín tiene un diseño de fasces, que pretende conmemorar la victoria militar sobre Napoleón. La parte norte del jardín es adyacente al gran centro comercial subterráneo de la plaza del Manège.

### Jardín intermedio
El elemento más prominente del jardín intermedio es la Torre Kutafia del Kremlin, separada de la muralla. Hay una entrada al parque junto a la torre, justo enfrente de la estación Alexandrovsky Sad de la Línea Filióvskaya del Metro de Moscú.

### Jardín inferior
Creado en 1823, el jardín inferior se extiende hasta la calle que conduce a la Torre Borovítskaya, una de las dos entradas vehiculares y peatonales del Kremlin.